# Éléphant du Sri Lanka
Elephas maximus maximus
Sous-espèce
Statut de conservation UICN

 NE  : Non évalué
L'éléphant du Sri Lanka (Elephas maximus maximus) est une sous-espèce d'éléphants d'Asie qui vit au Sri Lanka.

## Classification
Sous-espèces :
- Elephas maximus hirsutus, l'éléphant de Malaisie ;
- Elephas maximus indicus, l’éléphant indien ;
- Elephas maximus sumatrensis, l’éléphant de Sumatra ;
- Elephas maximus borneensis, l’éléphant de Bornéo.

## Menaces et conservation

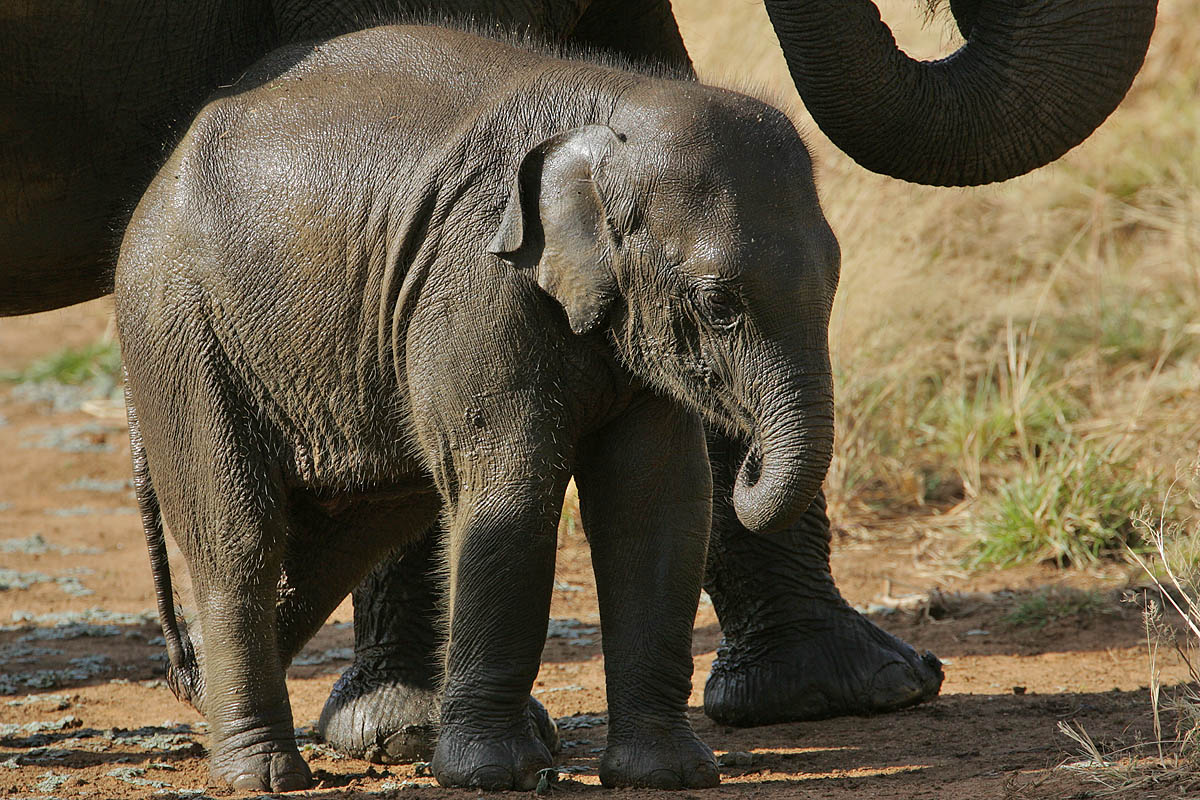
Éléphanteau du Sri Lanka dans le Parc national d'Udawalawe.
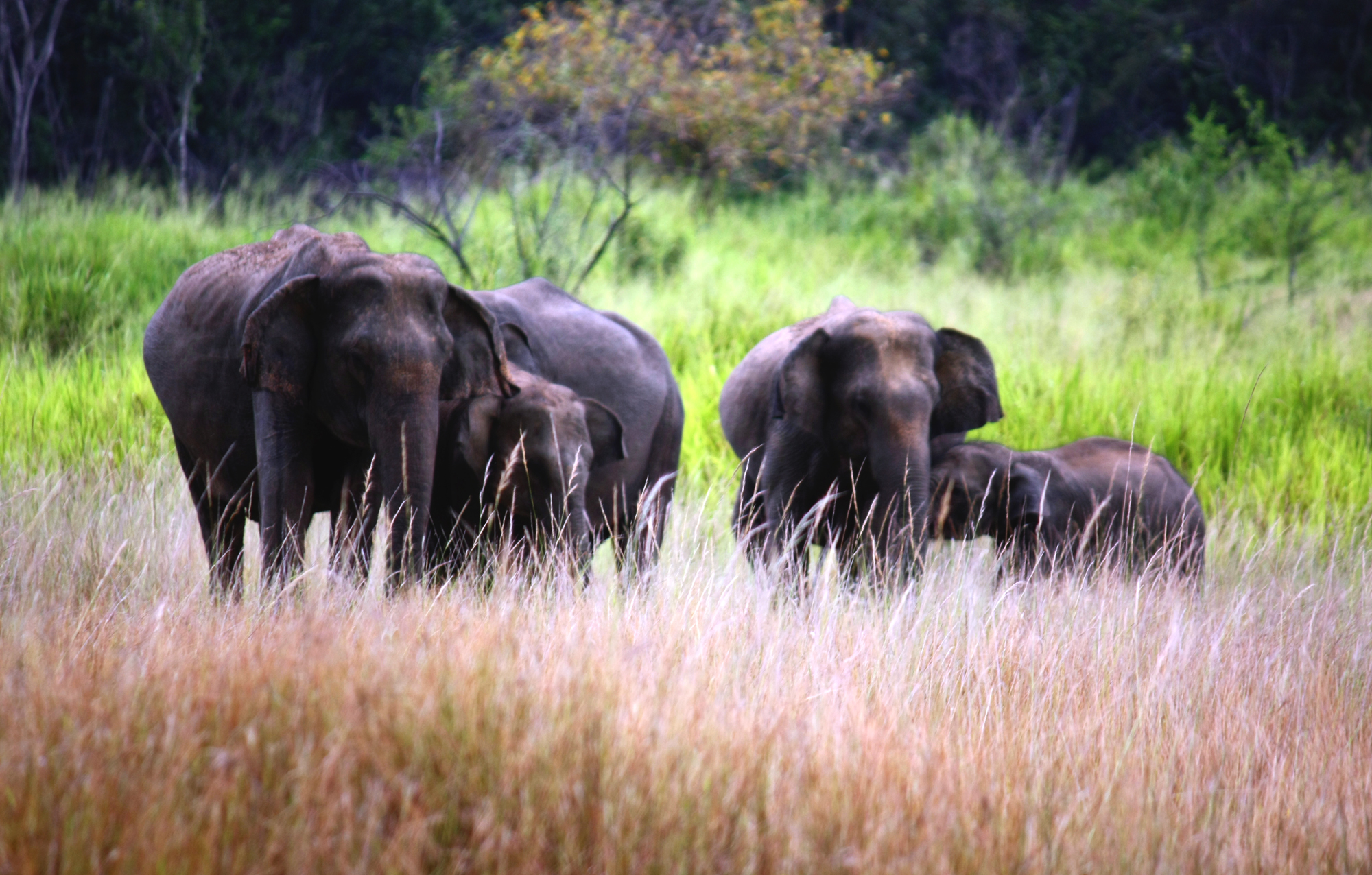
Éléphants se nourrissant d'arbustes dans le Parc national Maduru Oya.